# Plagiodontia aedium

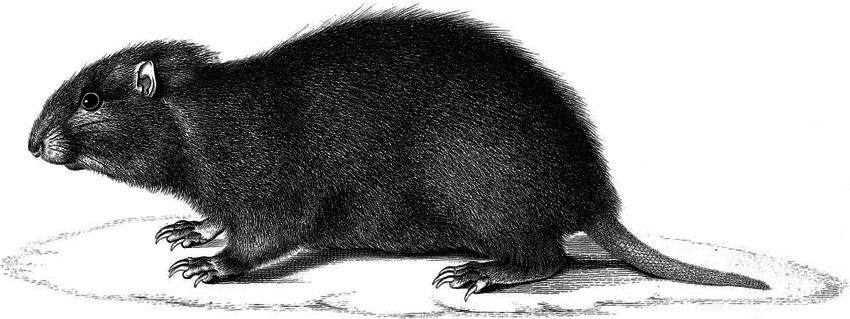
Il·lustració d'un especimen de Plagiodontia aedium.

Plagiodontia aedium és una espècie de mamífer rosegador de la família de les huties. Viu a la República Dominicana i Haití. Es tracta d'un animal herbívor que s'alimenta d'una gran varietat de plantes i conreus. El seu hàbitat natural són els afloraments rocosos. Està amenaçada per la caça, la destrucció d'hàbitat i la presència d'espècies introduïdes com ara mangostes, gats, gossos i rates.